# Portahidroaviones

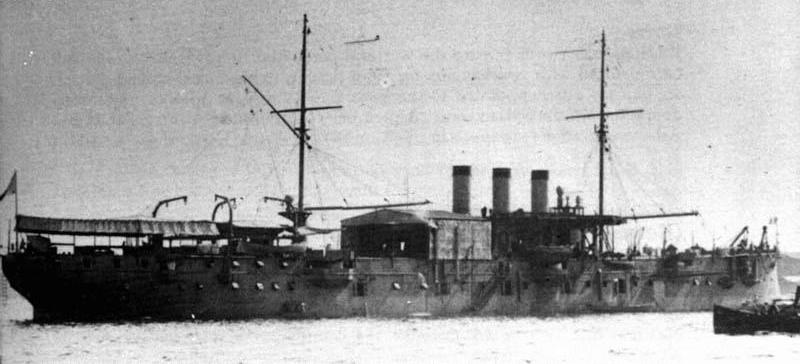
El primer portahidroaviones, el buque francés La Foudre, en 1912. Estaba dotado de hangar y grúas.

Un portahidroaviones o portahidros es un buque provisto de los medios para operar hidroaviones. Estos buques fueron los primeros portaaviones y aparecieron poco antes de la Primera Guerra Mundial. Los portahidroaviones quedaron obsoletos al final de la Segunda Guerra Mundial. Algunos permanecieron en servicio después de la guerra, pero en la década de 1960, ya todos habían sido desechados o convertidos para otros usos, como barcos de reparación de helicópteros.

## Historia

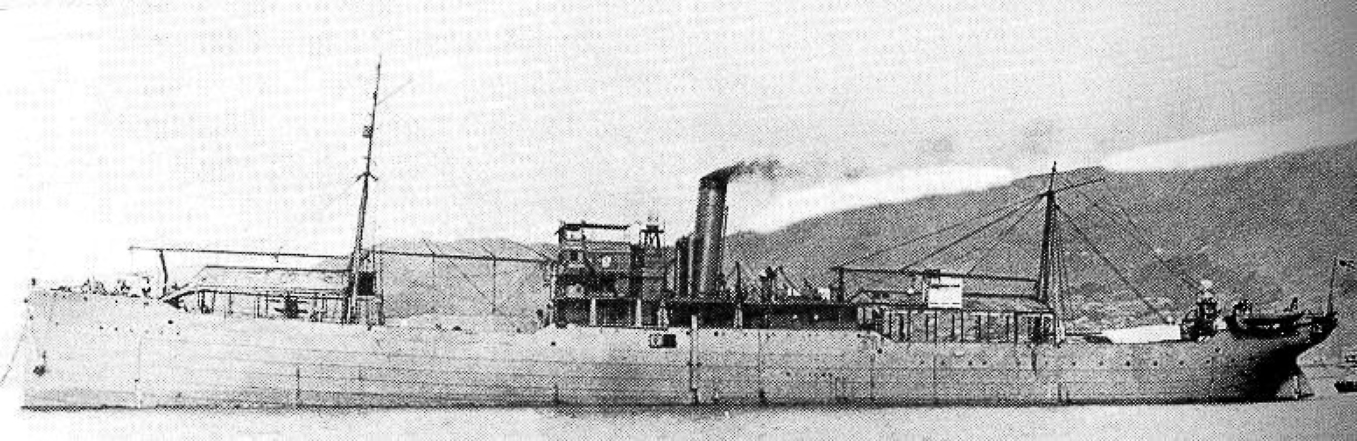
El portahidroaviones japonés Wakamiya lanzó el primer ataque aéreo naval en septiembre de 1914

El primer portahidroaviones, el La Foudre, apareció en 1912 en la Armada francesa después de la invención del hidroavión en 1910 con el francés Le Canard. El La Foudre llevaba los hidroaviones en hangares bajo la cubierta principal, desde donde eran depositados en el mar por medio de una grúa. Fue modificado en noviembre de 1913 al añadirsele 10 m de cubierta plana para lanzar desde ella sus hidroaviones. Sin embargo, las pruebas se suspendieron a causa de un grave accidente Otro portahidroaviones temprano, fue el HMS Hermes, un viejo crucero convertido y comisionado en 1913. 

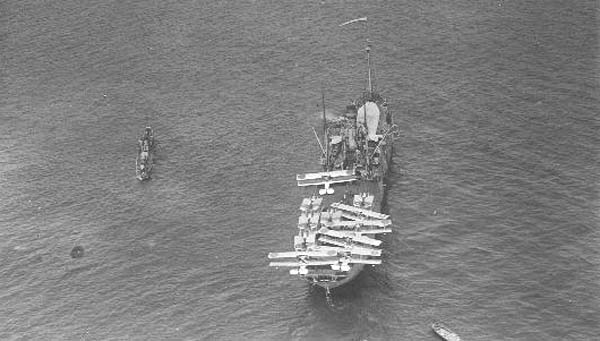
El portahidroaviones español Dédalo (denominado oficialmente como "Estación Transportable de Aeronáutica Naval"), fotografiado el 8 de septiembre de 1925 en la Bahía de Alhucemas

En la Batalla de Tsingtao, del 5 de septiembre de 1914 el mercante reconvertido en portahidroaviones Wakamiya, de la 
Armada Imperial Japonesa, lanzó el primer ataque naval aéreo. Los cuatro hidroaviones Maurice Farman bombardearon objetivos alemanes en tierra (principalmente, centros de comunicaciones y de mando) y dañaron un minador en la península de Tsingtao desde septiembre al 6 de noviembre de 1914, cuando los alemanes se rindieron.
Estos portahidroaviones tenían hangares para almacenaje y mantenimiento de las aeronaves, pero no una cubierta de vuelo corrida como los auténticos portaaviones. En su lugar, usaban las grúas para  bajar el hidroavión al mar, y para recuperarlos tras el amerizaje. Los buques, eran normalmente buques mercantes reconvertidos. Mientras los aviones mejoraron, los problemas del uso de hidroaviones, se convirtieron en más de una desventaja. Los aviones, sólo podían operar con la mar en calma, y era necesario detener la marcha del buque para lanzar o recuperar las aeronaves, tarea que podía tomar alrededor de 20 minutos. Los portahidroaviones, se solían colocar unas diez millas o más detrás del frente de batalla con una escolta de cruceros para evitar ser atacado por la retaguardia mientras lanzaba sus aviones, momento en el que era sumamente vulnerable. Los hidroaviones, también tenían unas peores prestaciones que otros aviones debido a la fricción del aire contra los flotadores. Los portahidroaviones habían sido prácticamente reemplazados por auténticos portaaviones al final de la Primera Guerra Mundial, aunque el avión aún tenía una importancia menor frente a la potencia de fuego de la artillería naval.

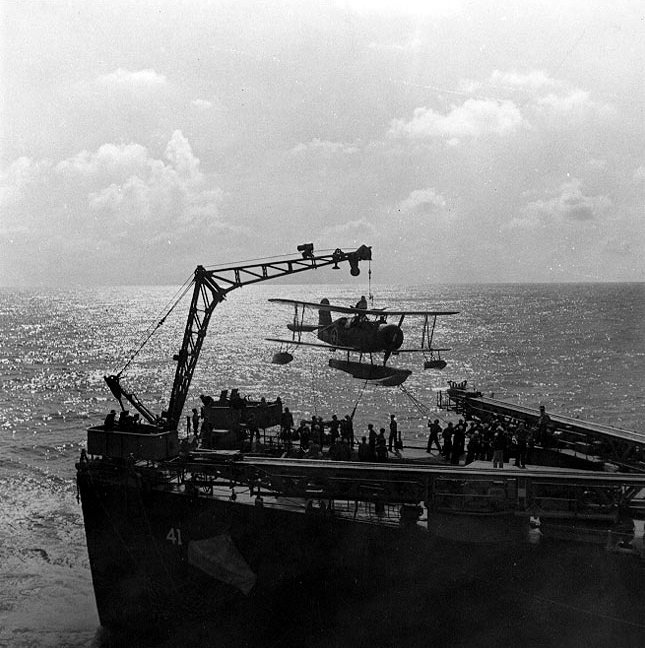
Avión de exploración izado a bordo del USS Philadelphia, año 1942

En la guerra de Marruecos, el portahidroaviones Dédalo, participó activamente en el desembarco de Alhucemas, con sus aparatos bombardeando las posiciones rifeñas. Con posterioridad, Juan de la Cierva y Codorníu, con su autogiro Cierva C.30 (matriculado G-ACIO), se posó sobre la cubierta de este buque, fondeado cerca del puerto de Valencia. Media hora después despegó, tras una corta carrera de 24 metros. Era la primera vez en el mundo que una aeronave de ala rotatoria y rotor se posaba sobre un buque y despegaba de él.
En el periodo de entreguerras era habitual ver cruceros y acorazados equipados con catapultas para lanzar hidroaviones de reconocimiento, ya que algunas armadas, especialmente las que carecían de auténticos portaaviones, también adquirieron catapultas para propósitos de reconocimiento.
Durante la Segunda Guerra Mundial tanto la Armada de los Estados Unidos como la Armada Imperial Japonesa construyeron algunos portahidroaviones como complemento a sus portaaviones de flota. A estos buques a menudo se les retiraba sus catapultas y eran usados como buques de apoyo que operaban los hidroaviones desde puerto. Estas aeronaves, eran generalmente usadas para misiones de reconocimiento de largo alcance. 
Los portahidroaviones llegaron a estar obsoletos al final de la Segunda Guerra Mundial. Algunos, como el buque italiano Giuseppe Miraglia, permanecieron en servicio hasta la década de 1950, momento en el que la mayoría fueron desechados o reconvertidos a otros usos, como el de portahelicópteros o buques de reparaciones de helicópteros. El último portahidroaviones en ser dado de baja fue el francés Robert Giraud en 1963.

## Algunos portahidroaviones
- HMAS Albatross (Australia, 1928)

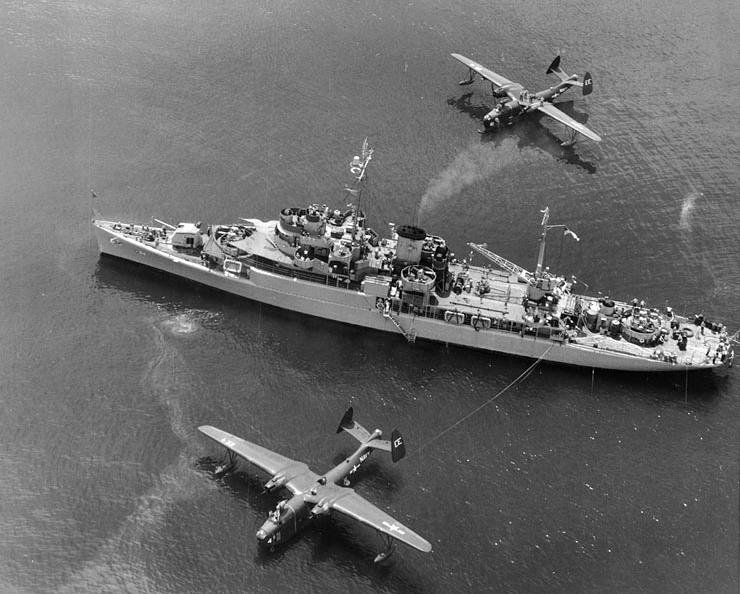
USS Timbalier con dos hidroaviones Martin PBM Mariner poco después de la Segunda Guerra Mundial.

- La Foudre (Francia, primer buque convertido en portahidroaviones entre 1911-13)
- Commandant Teste (Francia, 1932)
- Europa (Italia, 1916)
- Giuseppe Miraglia (Italia, conversión del buque mercante Citta de Messina en 1927)
- Dédalo (conversión del buque mercante Neuenfelds in 1922)
- HMS Ark Royal (Reino Unido)
- HMS Ben-my-chree (Reino Unido, conversión de un ferry usado en la Primera Guerra Mundial)
- HMS Engadine (Reino Unido, otra conversión de un ferry, presente en la Batalla de Jutlandia)
- HMS Campania (Reino Unido)
- HMS Riviera (Reino Unido, gemelo del Engadine)
- USS Langley (Estados Unidos, primer portaaviones, reconvertido en portahidroaviones en 1937)
- USS Mississippi (Estados Unidos, un acorazado  obsoleto usado como portahidroaviones en 1914)
- USS Currituck y USS Pine Island (Estados Unidos, portahidroaviones de la Segunda Guerra Mundial que en 1947 participaron en la Operación Highjump)
- USS Tangier (Estados Unidos, carguero convertido a portahidroaviones durante la Segunda Guerra Mundial)